# Asura birivula
Asura birivula là một loài bướm đêm thuộc phân họ Arctiinae, họ Erebidae.